# Смирнов Володимир Вікторович
Смирнов Володимир Вікторович (* 20 травня 1954, Рубіжне — 28 липня 1982, Рим) — відомий український радянський рапірист, чемпіон і призер Олімпійських ігор і чемпіонатів, заслужений майстер спорту СРСР.

## Біографія
Народився 20 травня 1954 року в місті Рубіжне Ворошиловградській області Української РСР. Був одним з найкращих фехтувальників світу кінця 1970-х — початку 1980-х років. Його спеціальністю була рапіра, але він брав участь і в змаганнях шпажистів. Заслужений майстер спорту СРСР.
У 1977—1979 роках ставав чемпіоном СРСР, а в 1979 році став першим на Спартакіаді народів СРСР. На міжнародній арені в 1978 році став бронзовим призером на чемпіонаті світу в першості команд, а в 1979 і 1981 роках в командній першості займав перші місця. У 1980 році на чемпіонаті світу з фехтування став першим в особистій першості серед рапіристів.
На Олімпіаді в Москві завоював три медалі: золоту в особистій першості на рапірах, срібну в командній першості рапіристів і бронзову в командній першості з фехтування на шпагах. Також ставав володарем Кубка світу 1980 і 1981 років. На змаганнях представляв Спортивний клуб армії з Києва, мав звання молодшого лейтенанта.
20 липня 1982 року на чемпіонаті світу з фехтування в поєдинку з Маттіасом Бехром з ФРН у суперника зламалася рапіра, уламок якої пробив маску Смирнова і через око завдав травми мозку. 28 липня 1982 року Володимир Смирнов помер в лікарні в Римі (Італія). Цей випадок спричинив за собою зміну екіпіровки спортсменів в цілях підвищення безпеки. Також змінилися і вимоги до прогинання клинка або навантаження на кінчик рапіри або шпаги.
Похований в Києві на Лук'яновському військовому кладовищі.
У Луганську щорічно проводиться Всеукраїнський турнір пам'яті Володимира Смирнова.